# Rembetiko
Rembetiko (grec: Ρεμπέτικο) és una pel·lícula de 1983 dirigida per Costas Ferris i escrita per Costas Ferris i Leonardou Sotiria, amb música original de Stavros Xarchakos. Coproducció amb el Centre Hel·lènic de Cinematografia.
La pel·lícula està basada en la vida de la cantant de rebético Marika Ninou i és considerada pel·lícula de culte a Grècia.

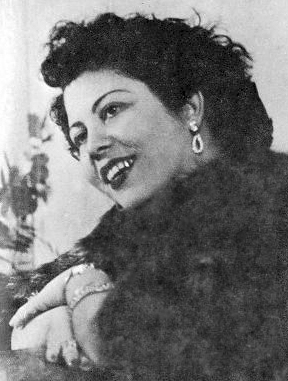
Marika Ninou, cantant de rebético

## Sinopsi
Basada en una història real, aquest drama musical discorre a través dels turbulents 40 anys de la vida de Marika Ninou (Sotiria Leonardou), popular cantant de rebético així com també en la història de Grècia, començant amb el naixement de la cantant a Esmirna, Turquia, el 1918. Marika és deportada a Grècia juntament amb tots els altres grecs d'Esmirna quan era una nena i, uns anys més tard, els seus pares comencen una carrera com a músics i cantants en un club nocturn, el club de Tomás (un fumador), personatge de rellevància en la història. En el curt espai d'una dècada, Marika és testimoni de l'assassinat de la seva mare a mans del seu propi pare, per la qual cosa fuig de la seva casa; té un fill, i torna al club per a cantar en un acte amb un amic de la infància i amb un músic de busuqui, Babis. L'èxit finalment li arriba, però després l'amic de la infància de Marika és exiliat per motius polítics, i ella segueix a Babis a cantar en altres llocs. Encara que Marika té una relació amb Babis, mai sembla funcionar del tot, i després que passen molts anys i la Segona Guerra Mundial, ella envia a la seva filla a un col·legi de monges i se'n va de gira pels Estats Units.

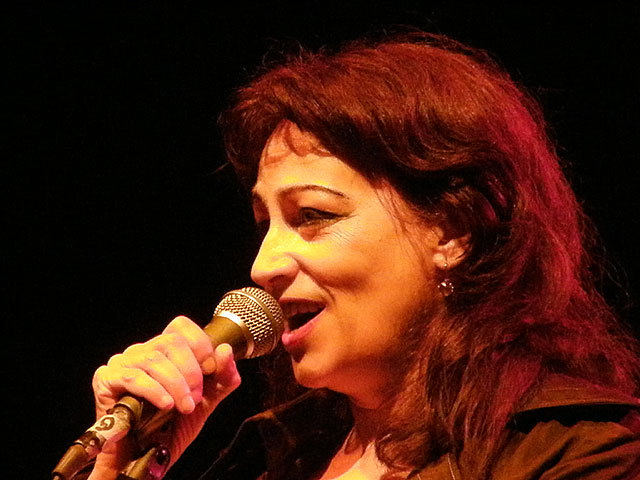
Sotiria Leonardou interpreta a Marika Ninou

## Context històric
La cinta, al seu començament, i a posteriori dels títols, emmarca el rerefons polític amb una llarga llegenda en la qual fa al·lusió a l'origen marginal de la música rebètica, la Guerra greco-turca, en la qual Esmirna (Turquia) torna a les mans dels turcs després de l'extermini de gran quantitat de grecs que hi vivien, obligant així a la resta de grecs vius a emigrar a Grècia (més d'1 milió). Aquesta guerra va ser dolorosa pel fet que Esmirna tenia allí una població grega molt considerable.
En l'esdevenir mateix d'aquests successos, la música rebètico comença a gestar la seva etapa de millor desenvolupament, originant-se a Esmirna i aconseguint el seu punt cúlmine a Grècia. Com detalla la llegenda del principi de la cinta: "Va ser llavors quan es va desenvolupar una solidaritat de classe entre els refugiats i els pispis (fanfarrons) del Pireo.
En aquesta convivència va sorgir l'escola smirneika i després, amb l'oficialització del busuqui, els corrents atenès i pireòtic que van consagrar al rembétiko com l'autèntica cançó popular que expressa el sentir de la majoria dels desheretats."."
La pel·lícula introdueix, inclusivament, esporàdicament i conforme passa la història, imatges que reforcen aquesta doble intenció narrativa: els successos externs (juntament amb els dels personatges). El primer d'ells, a l'estil dels noticiaris muts del cinematògraf en el qual es veu a Giorgakis (un altre personatge de gran importància en la trama) veient les notícies de l'expulsió dels grecs d'Esmirna al Cinema París del Pireu, mentre toca el seu violí.

## Premis
Rembetiko va ser nominada a l'Os d'Or al 34è Festival Internacional de Cinema de Berlín de 1984, i va guanyar 'Os de Plata. va guanyar el premi a la "Millor Actriu" en 1983 en el Festival Internacional de Cinema de Tessalònica per la seva interpretació de Ninou i la pel·lícula va guanyar com a "Millor Pel·lícula", a més d'altres tres premis (dos premis a "Millor Actor de Repartiment" i un altre per a la música).

## Elenc principal
- Sotiria Leonardou com Marika.
- Nikos Kalogeropoulos com Bambis.
- Michalis Maniatis com Giorgakis.
- Themis Bazaka com Andriana.
- Nikos Dimitratos com Panagis.
- Giorgos Zorbas com Thomas.
- Konstantinos Tzoumas com Yiannis
- Vicky Vanita
- Spyros Mavides com a Fondas.